# Lothar Seiwert

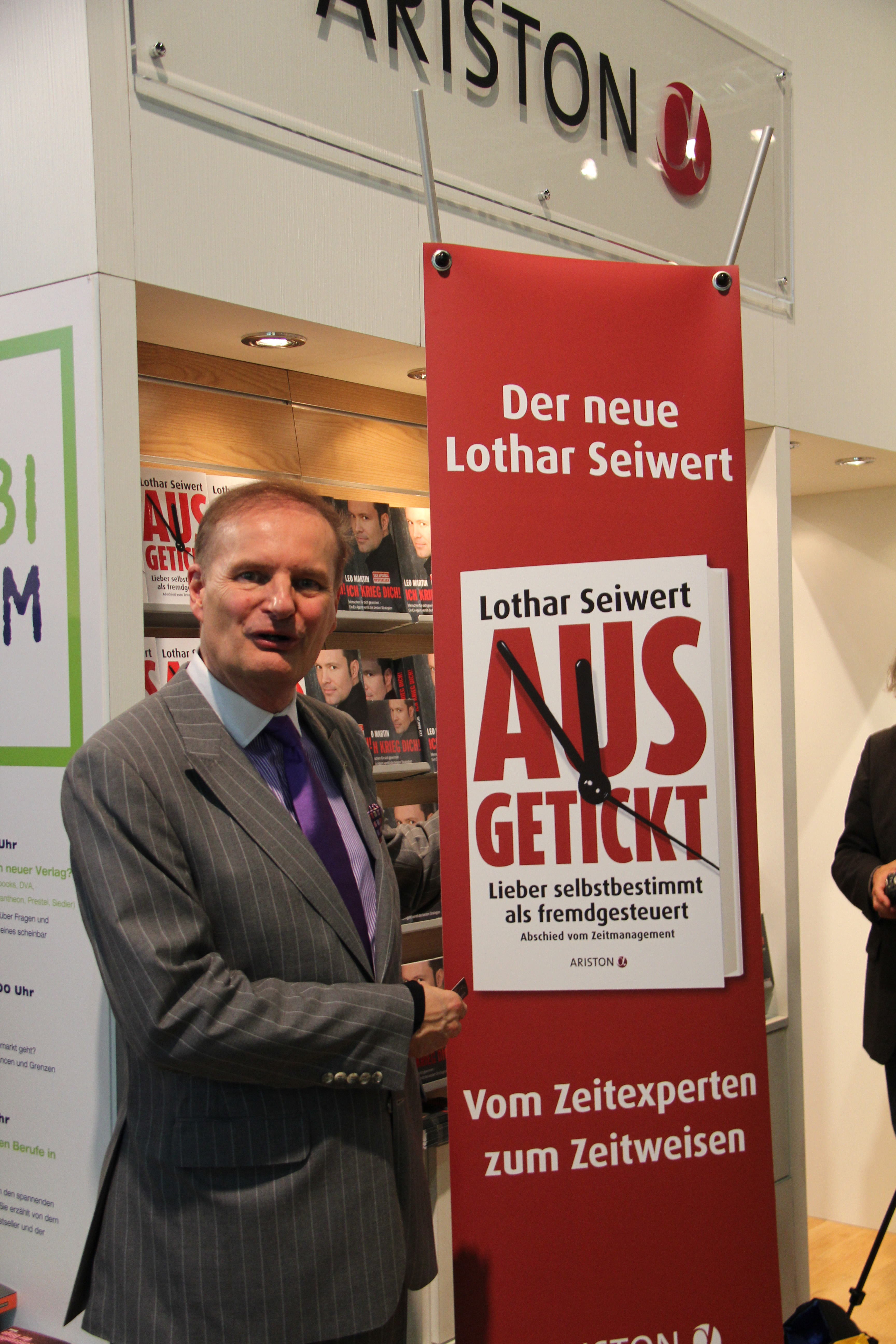
Lothar J. Seiwert auf der Frankfurter Buchmesse 2011

Lothar Seiwert (* 14. Dezember 1952 auf Sumatra, Indonesien) ist ein deutscher Autor von Ratgebern und Redner.

## Leben
Seiwert studierte Wirtschaftswissenschaften in Marburg und Frankfurt und wurde 1978 mit der Arbeit Mitbestimmung und Zielsystem der Unternehmung – Ansätze zu einem erweiterten Unternehmungsmodell der Betriebswirtschaftslehre an der wirtschaftswissenschaftlichen Fakultät der Philipps-Universität Marburg promoviert.
Seiwert war zunächst im Personal- und Bildungswesen bei zwei Unternehmen sowie als Personalberater in einem Consulting-Unternehmen tätig. 1992 machte er sich mit der Seiwert Keynote-Speaker GmbH – Time-Management und Life Leadership in Heidelberg selbstständig. Neben Vorträgen auf Veranstaltungen bietet der Autor auch öffentliche (kostenpflichtige) Seminare direkt in Heidelberg an.
Bekannt wurde Seiwert durch den Ratgeber Das 1x1 des Zeitmanagement, zusammen mit Werner Tiki Küstenmacher verfasste er das Buch Simplify your life.
Seit Juni 2016 ist er mit der Amerikanerin  Renée Moore-Seiwert, Unternehmerin und Unternehmensberaterin, verheiratet.

## Werk (Auswahl)
- Zielwirksam arbeiten. Technik, Methodik und Praxis des persönlichen Zeitmanagement (mit Klement Karl Müller), expert, Grafenau 1982, ISBN 3-88508-852-5.
- Mehr Zeit für das Wesentliche. So bestimmen Sie Ihre Erfolge selbst durch konsequente Zeitplanung und effektive Arbeitsmethodik. mi (Moderne Industrie), Landsberg am Lech 1984 (Erstausgabe), ISBN 3-478-32770-9.
- Das 1x1 des Zeitmanagement (mit Stefan Boethius und Winfried U. Graichen), Gabal, Speyer 1984 (Erstausgabe), ISBN 3-923984-10-3.
- Das ABC der Arbeitsfreude. Techniken, Tips und Tricks für Vielbeschäftigte (mit Winfried U. Graichen), Gabal, Speyer 1987 (Erstausgabe), ISBN 3-923984-30-8.
- Mehr Zeit für Verkaufserfolge. Die 1-Seiten-Methode (mit Edgar K. Geffroy), mi, Landberg am Lech 1989, ISBN 3-478-21870-5.
- Simplify your life. einfacher und glücklicher leben (mit Werner Tiki Küstenmacher), Campus, München 2001 (Erstausgabe), ISBN 3-593-36818-8.
- Die Bären-Strategie. In der Ruhe liegt die Kraft. Ariston, Kreuzlingen 2005, ISBN 978-3-7205-2572-5.
- Wenn du es eilig hast, gehe langsam. Mehr Zeit in einer beschleunigten Welt. Campus Verlag, 2005, ISBN 978-3-593-37665-3.
- Simplify your time. Einfach Zeit haben. Campus Verlag (13. September 2010), ISBN 978-3593391212.
- Ausgetickt: Lieber selbstbestimmt als fremdgesteuert. Abschied vom Zeitmanagement: Vom Zeitexperten zum Zeitweisen, Ariston, 2011, ISBN 978-3-424-20058-4.
- Zeit ist Leben, Leben ist Zeit. Die Chancen der Zeit nutzen, Ariston, 2011, ISBN 978-3-424-20058-4.
- Lass los und du bist Meister deiner Zeit. Mit Konfuzius entschleunigen und Lebensqualität gewinnen. Gräfe und Unzer Verlag, 2013, ISBN 978-3-833-83390-8.
- Zeit zu leben: So bekommen Sie Ihr Leben in Balance (mit Werner Tiki Küstenmacher), Gabal, Offenbach 2015, ISBN 978-3-869-36635-7.